# روشن جوادف
روشن جوادف (ترکی آذربایجانی: Rövşən Cavadov) سرهنگ نیروهای مسلح جمهوری آذربایجان که در ۱۹ اکتبر ۱۹۵۱ در لاچین جمهوری سوسیالیستی شوروی آذربایجان به دنیا آمد و در سال ۱۹۷۳ از دانشگاه علوم پزشکی آذربایجان فارغ‌التحصیل شد. او تا سال ۱۹۷۶ در بیمارستان وزارت کشور آذربایجان شوروی به عنوان یک پزشک کار می‌کرد و در سال ۱۹۷۶ وارد آکادمی نظامی «روستوف» و در سال ۱۹۸۰ فارغ‌التحصیل شد و در جنگ شوروی در افغانستان شرکت نمود. با اوج‌گیری بحران قره‌باغ وی «گروه آپون» را در سال ۱۹۸۷ پایه‌گذاری کرد که در ابتدا تنها از ۶۰ نفر تشکیل می‌شد اما به سرعت گسترش پیدا کرد و توانست چندین هزار نیروی مردمی را سازماندهی کند و به آموزش آنان بپردازد.
«روشن جوادف» اعتقاد داشت که در صورت همراهی حاکمیت کشورش با گروه تحت فرماندهی خود، قادر به بازپس‌گیری قره‌باغ است، ولی حاکمیت جمهوری آذربایجان بنا به دلایلی از جمله ارتباط این گروه با ایران، حاضر به تداوم فعالیت آن‌ها نبود. آپون چندین عملیات موفقیت‌آمیز نظامی را طی جنگ قره‌باغ برعهده گرفت و در سال ۱۹۹۱ به عنوان قهرمان ملی از جوادف تقدیر به عمل آمد و در سال ۱۹۹۳ به معاونت وزارت کشور رسید. در همین دوران با حمایت ایران و از طریق خاک ایران ۱۳۰۰ مجاهد افغان برای مبارزه در جنگ قره‌باغ وارد منطقه شدند. روشن جوادف بر این باور بود که در صورت آتش‌بس، قره باغ برای همیشه از کشور جدا خواهد شد اما حیدر علی‌اف برای تثبیت حاکمیت خود، به آتش‌بس نیاز مبرم داشت. این موضوع سبب اختلاف میان حاکمیت و گروه آپون به رهبری جوادف شد؛ بنابراین رئیس جمهوری آذربایجان در سال ۱۹۹۵ دستور داد، ارتش این کشور به مقرر رزمندگان داوطلب در باکو حمله کند. روشن جوادف در این درگیری زخمی شد، اما از انتقال وی به بیمارستان خودداری شد و وی در باکو درگذشت. «لاچین جوادف» ۲۰ ساله (به ترکی آذربایجانی: Laçın Cavadovun) تنها پسر وی نیز در ۱۹ دسامبر ۲۰۰۳ در مسکو به طرز مرموزی کشته شد.